# Karl Möckel

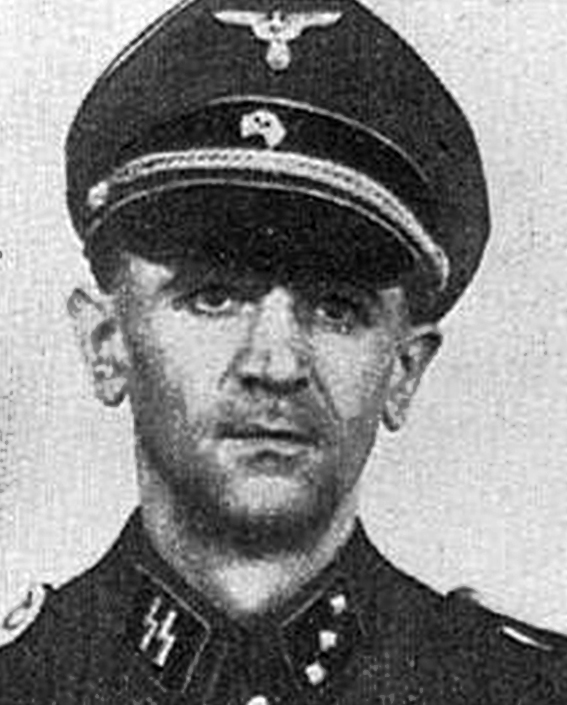
Karl Möckel (als SS-Untersturmführer)

Karl Ernst Möckel (* 9. Januar 1901 in Klingenthal/Sa.; † 24. Januar 1948 in Krakau) war ein deutscher SS-Führer, zuletzt im Rang eines SS-Oberführers der Allgemeinen SS und SS-Obersturmbannführers der Waffen-SS. Er war Leiter der Standortverwaltung im KZ Auschwitz sowie Leiter der Amtsgruppe W III im SS-Wirtschafts- und Verwaltungshauptamt (WVHA).

## Leben
Karl Möckel, Sohn eines Zollsekretärs, beendete seine Schullaufbahn 1919 nach dem Besuch der Volks-, Real- und Oberrealschule. Von Frühjahr 1919 bis August 1921 war Möckel in der Landwirtschaft tätig und absolvierte anschließend bis Ende Dezember 1925 eine Ausbildung beim Landesfinanzamt Leipzig. Danach arbeitete Möckel als Bücherrevisor bei einem Wirtschaftsprüfer in Chemnitz.
Möckel war ab 1924 Mitglied der SA. Zum 26. November 1925 trat er der NSDAP bei (Mitgliedsnummer 22.293) und wechselte am 24. Dezember 1926 von der SA zur SS (SS-Nummer 908). In der allgemeinen SS stieg Möckel im April 1939 bis zum SS-Oberführer auf. Möckel wurde mit dem Goldenen Parteiabzeichen der NSDAP ausgezeichnet.
Am 1. Oktober 1933 wurde Möckel hauptamtlicher Mitarbeiter der SS im SS-Verwaltungsamt und gehörte ab November 1935 als SS-Führer dem Stab des Reichsführers SS Heinrich Himmler an. Von November 1933 bis April 1939 bekleidete Möckel in der SS-Verwaltung unterschiedliche Funktionen, so Leiter der Prüfungsstelle bei den SS-Verfügungstruppen und beim SS-Hauptamt.
Ab dem 20. April 1939 war Möckel Amtsleiter im Hauptamt Verwaltung und Wirtschaft und dort auch kurzzeitig Stellvertreter Oswald Pohls. Nach Gründung des SS-Wirtschafts- und Verwaltungshauptamts war Möckel ab Februar 1942 Leiter des Amtes W III – Ernährungsbetriebe. Anstrengungen Möckels, eine Anstellung in der Privatwirtschaft zu erlangen, blieben erfolglos. Mitte August 1942 wurde er zur Waffen-SS versetzt und wurde als Finanzberater des SS-Wirtschafters beim Höheren SS- und Polizeiführer Ostland tätig. Anfang Januar 1943 wurde Möckel zum SS-Oberabschnitt Ostsee abkommandiert, wo er Verwaltungsleiter mit dem Dienstsitz Stettin wurde.
Vom 20. April 1943 bis zum Januar 1945 war Möckel letzter Leiter der Standortverwaltung im KZ Auschwitz und folgte in dieser Funktion Wilhelm Burger nach. Der SS-Angehörige und im KZ Auschwitz-Birkenau bei den Gaskammern und Krematorien eingesetzte Erich Mußfeldt sagte nach Kriegsende zum Raubgut aus den ungarischen Judentransporten folgendes aus: „Möckel kam häufig, kontrollierte unsere Arbeit und erteilte an Ort und Stelle Befehle bezüglich der Ausführung der Arbeiten, insbesondere trieb er uns zur schnelleren Arbeit an. Die Sortierstelle und die Verwaltung der aussortierten Gegenstände unterstand nämlich Möckel als Chef der Verwaltung.“ Bei der Waffen-SS erreichte Möckel den Rang eines SS-Obersturmbannführers.
Nach der kriegsbedingten Räumung des Lagers wechselte Möckel im Januar 1945 zum Stab des Höheren SS- und Polizeiführers Odilo Globocnik nach Triest in der Operationszone Adriatisches Küstenland und verblieb in dieser Funktion bis zum Ende des Zweiten Weltkrieges.

## Nach Kriegsende
Nach seiner Festnahme wurde Möckel interniert und später an Polen ausgeliefert. Dort wurde er mit weiteren Beschuldigten im Krakauer Auschwitzprozess angeklagt und am 22. Dezember 1947 vom Obersten Nationalen Tribunal Polens zum Tode verurteilt. Am 24. Januar 1948 wurde er im Krakauer Montelupich-Gefängnis mit 20 weiteren Verurteilten, darunter auch Maria Mandl, durch Hängen hingerichtet.